# Rosa Wunder
Rosa Victoria Wunder Peralta (Callao, Perú, 16 de junio de 1925 - Lima, Perú, 18 de septiembre de 2011) fue una actriz peruana parte de los fundadores del café Teatro Las Máscaras.

## Biografía
Se dedicó a trabajar en el ambiente artístico desde los 24 años como locutora de radioteatro, fue la primera loctura de Radio América. A sus 31 años debutó en su primera obra teatral en el Teatro de la Asociación de Artistas Aficionados -AAA-.
Posteriormente participó en las obras La más fuerte, Tres historias para ser contadas y Agnes de Dios, dirigidas por Reynaldo D' Amore en el Club de Teatro de Lima. En el año de 1972 fundó el café teatro Las Máscaras, donde trabajaron artistas como Martha Figueroa y Edgar Guillén. 
En el año 2000  actuó en la telenovela Cosas del amor. Debutó en la televisión el año 1973 en la telenovela LA FABRICA Su última obra teatral fue Los árboles mueren de pie realizada en el 2008.
En su vida sentimental tuvo 4 relaciones matrimoniales. De su segunda relación nació el también actor Gustavo Bueno. Una de las frases más importantes de Rosa Wunder era "No te dejes ganar por las cosas, las cosas no piensan, tú sí" que la solía decir su padre. 
Falleció el 18 de septiembre de 2011 en Lima, Perú, a las 18h00, debido a un paro cardíaco.

## Carrera
Dentro de sus obras fílmicas se encuentran las siguientes:
- Milagros (2001)
- Cosas del amor (1998)
- Estación de amor (1974)
- La fábrica (1972)

### Teatro
- Dime (2009)
- Los árboles mueren de pie (2008)
- Las viejas vienen marchando (2001)
- La señorita Julia
- El gesticulador
- Tres historias para ser contadas
- La más fuerte
- El candidato de Dios (1994)
- Perdidos en algún lugar (1993)
- Agnes de Dios (1988)
- Dulce pájaro de juventud (1973)
- Encrucijada (1963)
- El escéptico (1960)

## Premios
- Medalla de Lima, Municipalidad Metropolitana de Lima (2010)